# Stanwatkinsius
Stanwatkinsius es un género de escarabajos de la familia Buprestidae.

## Especies
- Stanwatkinsius amanda Barker, 2007
- Stanwatkinsius careniceps (Carter, 1923)
- Stanwatkinsius cinctus (Kerremans, 1898)
- Stanwatkinsius constrictus (Blackburn, 1887)
- Stanwatkinsius crassus Barker & Bellamy, 2001
- Stanwatkinsius demarzi Barker & Bellamy, 2001
- Stanwatkinsius grevilleae Barker & Bellamy, 2001
- Stanwatkinsius kermeti Barker & Bellamy, 2001
- Stanwatkinsius lindi (Blackburn, 1887)
- Stanwatkinsius macmillani Barker & Bellamy, 2001
- Stanwatkinsius perplexa (Blackburn, 1887)
- Stanwatkinsius powelli Barker & Bellamy, 2001
- Stanwatkinsius rhodopus Barker & Bellamy, 2001
- Stanwatkinsius speciosus Barker & Bellamy, 2001
- Stanwatkinsius subcarinifrons (Thomson, 1879)
- Stanwatkinsius uniformis (Thomson, 1879)
- Stanwatkinsius viridimarginalis Barker & Bellamy, 2001